# 富澤一誠
富澤 一誠（とみさわ いっせい、1951年4月27日 - ）は、日本の音楽評論家。
1951年、長野県須坂市生まれ。長野県長野高等学校を卒業後、東京大学文科三類に入学するが2か月で中退。歌手を志したが挫折し、1971年、20歳の時から音楽評論活動に専念するようになった。現在、学校法人尚美学園副学長に就任。
2023年8月、尚美学園大学の学内施設のメディアセンター（図書館）内に「富澤一誠 Jポップ・ライブラリー」が開設された。「富澤一誠 Jポップ・ライブラリー」は、吉田拓郎、井上陽水、松任谷由実、小田和正、中島みゆきなど、1970～1990年代を代表するアーティストの資料を閲覧できる。

## 主な出演

### ラジオ
- Age Free Music!（2009年4月 - ・NACK5）
- ミュージック・トーク（JFN各局）

## 過去の出演

### テレビ
- Mの黙示録（2000年4月2日 - 2004年9月28日・テレビ朝日）
- 音楽通信（テレビ東京）
- ザ・ミュージック（テレビ東京）
- あの年この歌〜時代が刻んだ名曲たち〜（2014年4月1日 - 2018年3月20日・BSジャパン） - VTR

### ラジオ
- JAPANESE DREAM（1992年4月 - 2006年3月・NACK5)
- MUSIC CHALLENGER（1995年10月 - 2006年3月・NACK5）
- WEEK-END Party ～forever young～（2006年4月 - 2009年3月・NACK5）
- 徳光和夫のとくモリ！歌謡サタデー（2020年8月8日・ニッポン放送）徳さんの千客万来 - ゲスト
- 徳光和夫のとくモリ！歌謡サタデー（2021年9月25日・ニッポン放送）徳さんの千客万来 - ゲスト

## 著書

### 単著
- 『シンガー・ソングライターになる法』富沢一誠、 安藤勇寿　共著（講談社、1976年）
- 『あゝ青春流れ者』（ホーチキ出版、1973年）
- 『フォーク対談集』（アロー出版社、1974年）
- 『俺の井上陽水：What is to do next?』（ロングセラーズ、1975年／旺文社文庫、1983年11月）[5]
- 『青春宿命論：だれでも一度通り抜けねばならぬ青春の門のナウな人生論』（ホーチキ出版、1976年12月／旺文社文庫、1983年3月）[6]
- 『僕たちは音楽で超える：大人の人生論はもうたくさんだ』（ロングセラーズ、1977年9月）
- 『ニューミュージックの危険な関係：富沢一誠の内幕レポート』（青年書館、1978年8月）
- 『松山千春：さすらいの青春』（立風書房、1979年4月／旺文社文庫、1982年12月）[7]
- 『ニューミュージックの衝撃』（共同通信社、1979年7月）
- 『さだまさし：終りなき夢』（立風書房、1979年12月／旺文社文庫、1982年9月）
- 『あいつのクシャミ』（飛鳥新社、1980年1月）
- 『音楽型人間学：好みでわかる性格・相性』（サンケイ出版、1980年5月）
- 『永井龍雲：負け犬が勝つとき』（サンケイ出版、1980年6月）
- 『オレのバイブル：1968岡林信康～1981松山千春』（冬樹社、1981年10月）
- 『失速：ガロが燃えつきた日』（立風書房、1980年11月）
- 『あいつの切り札：松山千春から吉田拓郎まで36人』（音楽之友社、1981年7月）[8]
- 『あいつの本音：長淵剛から永井龍雲まで13人』（旺文社、1981年12月）
- 『「照和」伝説：財津和夫・武田鉄矢と甲斐よしひろたち』（講談社、1982年3月）[9]
- 『あいつのモンタージュ：オフコース・五十嵐浩晃・岸田智史・アリスの素顔』（旺文社文庫、1982年5月）
- 『ぼくたちは音楽から愛をまなんだ』（旺文社、1983年1月）[10]
- 『夢のあがり：ニューミュージックの仕掛人たち』（音楽之友社、1983年3月）[11]
- 『Next：ビッグ・アーティストが次にめざすもの』（潮出版社、1984年1月）
- 『ザ・ニューミュージック』（潮出版社、1984年4月）
- 『ぼくらの祭りは終ったのか―ニューミュージックの栄光と崩壊』（飛鳥新社、1984年12月）
- 『「成りあがり」のすすめ：過激に成りあがるニュー人生論』（日本文芸社、1985年11月）[12]
- 『ニューミュージック愛をよろしく：32人の青春譜』（講談社文庫、1986年4月）[13]
- 『センチメンタル・ララバイ』（大和出版、1986年7月）[14]
- 『もう一歩の勇気で自分が面白く生きられる：劣等感が自信に変わる方法』（大和出版、1987年4月）[15]
- 『新宿ルイード物語：ぼくの青春と音楽』（講談社、1988年2月）[16]
- 『自分の「持ち味」を120%生かしきる法―後悔しない「チャレンジ人生」のすすめ』（大和出版、1988年12月）[17]
- 『青春のバイブル：魂を揺さぶられた歌』（シンコーミュージック、1993年5月）[18]
- 『ちょっとしたことの積み重ねが夢を実現する：生きるコツ54話』（勁文社、1996年12月）[19]
- 『わがまま人生案内：かくれた才能を見いだす自分の目を持て』（青春出版社、1999年2月）[20]
- 『フォークが聴きたい：青春のマイ・ソング210曲』（徳間文庫、1999年12月）[21]
- 『ミリオンセラーは教えてくれる：Mの黙示録』（PHP研究所、2002年9月）[22]
- 『音楽を熱く語るたびに夢が生まれた!聴いた。見た。感動した。Jポップ四〇年史』（シンコーミュージック・エンタテイメント|シンコーミュージック）[23]
- 『あの素晴しい曲をもう一度：フォークからJポップまで』（新潮新書、2010年1月）[24]
- 『「大人の歌謡曲」公式ガイドブック Age Free Musicの楽しみ方』（言視舎、2014年）[25]
- 『ユーミン・陽水からみゆきまで 時代を変えたフォーク・ニューミュージックのカリスマたち』（廣済堂新書、 2015年）[26]
- 『あの頃、この歌、甦る最強伝説』（言視舎、2018年）[27]

### 編著
- 『フォーク大全集：明日を走るニューミュージック全251曲』（共同音楽出版社、1977年1月）
- 『フォーク大全集〈1979年版〉』（共同音楽出版社、1978年12月）
- 『フォーク大全集―457曲  (1982年版)』（共同音楽出版社、1981年12月）
- 『ニューミュージック100選―81年ベストヒット20曲付』（共同音楽出版社、1982年1月）
- 『そっと歌おうラブ・ソング』（大和出版、1986年7月）[28]
- 『「大人のカラオケ」選曲名人』編著 葉月けめこ, 源祥子構成 言視舎 2016

### 監修
- 『MUSIC CHRONICLE』 （シンコー・ミュージック・ムック、2002年9月）[29]
- 『フォーク検定：フォーク自慢度チェック!320問』（ヤマハミュージックメディア、2007年12月）[30]
- 『J-POP名曲事典300曲：「シャドー・シティ」から「Hello,Again～昔からある場所～」まで誕生秘話』ヤマハミュージックメディア、2008年。ISBN 9784636838732。
- 『Age Free Music：大人の音楽』（ヤマハミュージックメディア、2011年12月）[31]

### 受賞
- 第34回日本レコード大賞“企画賞